# Henrik Antell
Per Adolf Henrik Antell, född 9 september 1914 i Borgå, död 9 augusti 2002 i Uppsala, var en finländsk journalist och diplomat.
Antell blev filosofie kandidat 1942. Han anställdes 1939 vid Svenska Pressen, var 1943–1947 partisekreterare i Svenska folkpartiet och återgick därefter som redaktionssekreterare till sin gamla tidning, som bytt namn till Nya Pressen. Han var 1951–1956 skandinavisk informationschef för flygbolaget Pan Am och 1956–1962 biträdande pressattaché i Stockholm samt 1962–1967 press- och kulturattaché i London, dit han återvände som ambassadråd 1976–1981. Åren 1967–1971 var Antell press- och kulturattaché i Köpenhamn och 1971–1976 informationschef vid utrikesministeriets pressavdelning. Han var sommaren 1943 en av undertecknarna av fredsoppositionens adress till republikens president Risto Ryti.